# Зеленович, Неманья
Неманья Зеленович (серб. Немања Зеленовић; род. 27 февраля 1990, Книн) — сербский гандболист, выступает за немецкий клуб «Вецлар» и сборной Сербии.

## Карьера
Клубная
Неманья Зеленович начинал свою профессиональную карьеру в сербском клубе Ротер Стерн. В 2011 году Неманья Зеленович перешёл в словенский клуб Целье. В 2014 году Неманья Зеленович перешёл в Висла Плоцк. В 2015 году стало известно о том, что Неманья Зеленович перешёл в немецкий клуб Магдебург.
В сборной
Неманья Зеленович выступает за сборную Сербии и сыграл за сборную 45 матчей и забил 117 голов

## Титулы
- Чемпион Словении: 2014
- Обладатель кубка Германии: 2016

## Статистика
Статистика Неманья Зеленовича в сезоне 2018/19 указана на 30.1.2019
| Сезон        | Клуб               | Лига       | Матчи | Голы | 7-метр | Голы | Передачи |
| ------------ | ------------------ | ---------- | ----- | ---- | ------ | ---- | -------- |
| 2015/16      | СК Магдебург       | Бундеслига | 21    | 69   | 5      | 64   | 37       |
| 2016/17      | СК Магдебург       | Бундеслига | 34    | 50   | 3      | 47   | 16       |
| 2017/18      | СК Магдебург       | Бундеслига | 28    | 72   | 0      | 72   | 32       |
| 2018/19      | Фриш Ауф Гёппинген | Бундеслига | 14    | 39   | 0      | 39   | 14       |
| 2015-по н.в. | Итого              | Бундеслига | 97    | 230  | 8      | 222  | 99       |